# Tullio Baraglia
Tullio Baraglia (ur. 21 lipca 1934 w Trezzone, zm. 23 listopada 2017 w Gera Lario) – włoski wioślarz, dwukrotny medalista olimpijski.

## Kariera
Wystąpił na igrzyskach olimpijskich w Rzymie w 1960, gdzie Włosi w składzie: Tullio Baraglia, Renato Bosatta, Giancarlo Crosta i Giuseppe Galante zdobyli srebrny medal w czwórkach bez sternika. W finale o 2,52 sekundy przegrali z osadą USA, a o 0,84 sekundy wyprzedzili osadę ZSRR. Na rozgrywanych osiem lat później igrzyskach olimpijskich w Meksyku wspólnie z Renato Bosattą, Pier Angelo Contim-Manzinim i Abramo Albinim zdobył w tej samej konkurencji brązowy medal. W finale uplasowali się 4,83 sekundy za osadą NRD i 2,37 sekundy za Węgrami. 
W czwórce bez sternika zdobył też złoty medal na mistrzostwach Europy w Pradze (1961). Na rozgrywanych rok później mistrzostwach świata w Lucernie zajął czwarte miejsce. 
Z zawodu był hutnikiem.